# Lotus 102B
Der Lotus 102B war ein Formel-1-Rennwagen des britischen Rennstalls Lotus, der in der Formel-1-Saison 1991 eingesetzt wurde.

## Technische Daten
Mangels finanzieller Möglichkeiten – die zum R. J. Reynolds Konzern gehörende Zigarettenmarke Camel hatte den Sponsorenvertrag mit Lotus zum Jahresende 1990 aufgekündigt – konnte der Rennstall für die Formel-1-Saison 1991 kein neues Fahrzeug entwickeln. Stattdessen griff das Team auf den Lotus 102 aus dem Vorjahr zurück, der nach leichten Modifikationen die Bezeichnung 102B erhielt. Konstruiert wurde der Rennwagen von dem Ingenieurteam Enrique Scalabroni und Frank Coppuck.
Änderungen betrafen vor allem das Heck, das filigraner gestaltet werden konnte. Probleme gab es hingegen mit der sehr tief ausgeschnittenen Cockpitöffnung, was dazu führte, dass sich im Bereich des Fahrerhelmes erhöhte Luftturbulenzen bildeten. Das Monocoque war aus kohlenstofffaserverstärktem Kunststoff gefertigt.
Angetrieben wurde der Lotus 102B von einem 127 kg schweren Judd-V8-Saugmotor mit 3496 cm³ Hubraum. Bei einer Drehzahl von etwa 11.500/min entwickelte er eine Leistung von ca. 455 kW. Motorelektronik und Zündsystem stammten von Gibson Technology (Zytek). Das manuell zu schaltende Getriebe von Lamborghini hatte sechs Vorwärts- und einen Rückwärtsgang. Die Räder waren einzeln an Doppelquerlenkern aufgehängt. Die Bremsanlage stammte von Hitco und die Bremszangen von Brembo. Die Stoßdämpfer hingegen lieferte Bilstein.

## Sponsor
Über einen großen Hauptsponsor verfügte Lotus für 1991 nicht. Lackiert war das Fahrzeug stattdessen größtenteils in Weiß und British Racing Green. Werbeträger waren unter anderem der japanische Baumaschinenhersteller Komatsu, der Modellbauhersteller Tamiya sowie das Bekleidungsunternehmen Tommy Hilfiger.

## Saisonverlauf
Der Judd-Motor erwies sich für Lotus durch seine mangelnde Leistung und Zuverlässigkeit als Fehlgriff. Gleich neunmal scheiterten die Fahrer an der Vorqualifikation. Die insgesamt drei Weltmeisterschaftspunkte holten Mika Häkkinen und Julian Bailey beim Großen Preis von San Marino. Danach konnten keine weiteren zählbaren Ergebnisse mehr von den Piloten eingefahren werden. Am Ende der Saison belegte Lotus den neunten Rang in der Konstrukteursweltmeisterschaft.
| Fahrer                          | Nr.                             | 1   | 2   | 3 | 4   | 5   | 6  | 7   | 8   | 9   | 10  | 11  | 12  | 13  | 14  | 15  | 16 | Punkte | Rang |
| ------------------------------- | ------------------------------- | --- | --- | - | --- | --- | -- | --- | --- | --- | --- | --- | --- | --- | --- | --- | -- | ------ | ---- |
| Formel-1-Weltmeisterschaft 1991 | Formel-1-Weltmeisterschaft 1991 |     |     |   |     |     |    |     |     |     |     |     |     |     |     |     |    | 3      | 9.   |
| M. Häkkinen                     | 11                              | 13* | 9   | 5 | DNF | DNF | 9  | DNQ | 12  | DNF | 14  | DNF | 14  | 14  | DNF | DNF | 19 | 3      | 9.   |
| J. Bailey                       | 12                              | DNQ | DNQ | 6 | DNQ |     |    |     |     |     |     |     |     |     |     |     |    | 3      | 9.   |
| J. Herbert                      | 12                              |     |     |   |     | DNQ | 10 | 10  | 14* |     |     | 7   |     | DNF |     | DNF | 11 | 3      | 9.   |
| M. Bartels                      | 12                              |     |     |   |     |     |    |     |     | DNQ | DNQ |     | DNQ |     | DNQ |     |    | 3      | 9.   |

| Legende  | Legende            | Legende                                                          |
| Farbe    | Abkürzung          | Bedeutung                                                        |
| -------- | ------------------ | ---------------------------------------------------------------- |
| Gold     | –                  | Sieg                                                             |
| Silber   | –                  | 2. Platz                                                         |
| Bronze   | –                  | 3. Platz                                                         |
| Grün     | –                  | Platzierung in den Punkten                                       |
| Blau     | –                  | Klassifiziert außerhalb der Punkteränge                          |
| Violett  | DNF                | Rennen nicht beendet (did not finish)                            |
| Violett  | NC                 | nicht klassifiziert (not classified)                             |
| Rot      | DNQ                | nicht qualifiziert (did not qualify)                             |
| Rot      | DNPQ               | in Vorqualifikation gescheitert (did not pre-qualify)            |
| Schwarz  | DSQ                | disqualifiziert (disqualified)                                   |
| Weiß     | DNS                | nicht am Start (did not start)                                   |
| Weiß     | WD                 | zurückgezogen (withdrawn)                                        |
| Hellblau | PO                 | nur am Training teilgenommen (practiced only)                    |
| Hellblau | TD                 | Freitags-Testfahrer (test driver)                                |
| ohne     | DNP                | nicht am Training teilgenommen (did not practice)                |
| ohne     | INJ                | verletzt oder krank (injured)                                    |
| ohne     | EX                 | ausgeschlossen (excluded)                                        |
| ohne     | DNA                | nicht erschienen (did not arrive)                                |
| ohne     | C                  | Rennen abgesagt (cancelled)                                      |
| ohne     | keine WM-Teilnahme |                                                                  |
| sonstige | P/fett             | Pole-Position                                                    |
| sonstige | 1/2/3/4/5/6/7/8    | Punktplatzierung im Sprint-/Qualifikationsrennen                 |
| sonstige | SR/kursiv          | Schnellste Rennrunde                                             |
| sonstige | *                  | nicht im Ziel, aufgrund der zurückgelegten Distanz aber gewertet |
| sonstige | ()                 | Streichresultate                                                 |
| sonstige | unterstrichen      | Führender in der Gesamtwertung                                   |